# Katarzyna Łaska
Katarzyna Łaska-Kaczanowska (ur. 26 maja 1979 w Tomaszowie Mazowieckim) – polska piosenkarka, aktorka musicalowa i dubbingowa.

## Kariera zawodowa
Uczęszczała do III Liceum Ogólnokształcącego im. Stanisława Hojnowskiego w Tomaszowie Mazowieckim, maturę zdała już jednak poza Tomaszowem.
Współpracowała z Teatrem Muzycznym Roma, gdzie zagrała m.in. główną rolę Kim w musicalu Miss Saigon, gościnnie zagrała też w musicalach Fame i Chicago w Teatrze Komedia oraz Marię w West Side Story we wrocławskim Teatrze Muzycznym Capitol. Współpracowała z Teatrem Muzycznym w Łodzi, gdzie zagrała Fantynę w musicalu Les Misérables i Gigi w musicalu Miss Saigon. Zagrała epizodyczne role w serialach telewizyjnych: Daleko od noszy (2006), Hela w opałach (2007) i Hotel 52 (2010).
W latach 2008–2012 współpracowała z Jonem Lordem jako główna wokalistka w projekcie „Concerto for Group and Orchestra” wystawianym m.in. w Polsce, Luksemburgu, Szwajcarii, Niemczech, Korei, Brazylii, Wielkiej Brytanii, Rosji na Węgrzech, Słowacji, Włoszech i Francji. W 2012 wzięła udział w nagraniach albumu pt. Concerto for Group and Orchestra.
Użyczyła głosu wielu postaciom z seriali i filmów animowanych, m.in. zaśpiewała jako Elsa piosenki „Mam tę moc” w polskiej wersji językowej filmu Kraina lodu (2013) i „Chcę uwierzyć snom” w polskiej wersji językowej filmu Kraina lodu II (2019). 9 lutego 2020 zaśpiewała gościnnie fragment piosenki „Chcę uwierzyć snom” podczas występu Idiny Menzel i Aurory na 92. ceremonii wręczenia Oscarów.
W listopadzie 2013 wydała debiutancki singiel, „For My Love”, który zrealizowała w ramach solowego projektu muzycznego o nazwie „SIRLI”. W 2017 wystąpiła gościnnie w jednym z odcinków ósmej edycji programu rozrywkowego Polsatu Twoja twarz brzmi znajomo, a w 2021 zajęła czwarte miejsce w finale 15. edycji show. W 2020 zasiadła w jury trzeciego półfinału Szansy na sukces, wyłaniającego reprezentanta Polski w 18. Konkursie Piosenki Eurowizji dla Dzieci.
Jest założycielką Akademii Dubbingu.

## Spektakle muzyczne
- Crazy for You
- Fame – Mabel
- Piotruś Pan – dorosła Wendy
- Grease – Frenchy
- Miss Saigon – Kim
- Chicago – June
- Złe zachowanie
- West Side Story – Maria
- Kofta
- Broadway Street The Show
- MusicaLove
- Les Misérables – Fantine
- Miss Saigon – Gigi

## Dyskografia
Single
- 2013 – „For My Love” (jako SIRLI)

Projekty muzyczne
- 2022: Grajkowie Przyszłości. feat. Zostań Nerdem
- 2019: Kraina lodu II – śpiew
- 2013: Kraina lodu – śpiew
- 2012: Concerto for Group and Orchestra
- 2009: Jon Lord Live form Bucharest (CD i DVD)
- 2009: Childline Rocks 2009 („Child in Time”)
- 2008: Markowski & Sygitowicz (chórki)
- 1998: Fame

## Filmografia
Filmy i seriale
- 2006: Daleko od noszy – pielęgniarka Kasia (odc. 77-82 i 84)
- 2007: Hela w opałach – matka Bastka (odc. 39)
- 2010: Hotel 52 – czytelniczka Britty Svensson (odc. 22)

Polski dubbing
Filmy
- 1986: Mój mały kucyk
- 1997: Księżniczka łabędzi II: Tajemnica zamku (wersja TVP)
- 1997: Rozgadana farma – Jenny
- 1999: Król i ja – Tuptim
- 1999: Małe anioły – Jimmy
- 1999: Przygody Elma w Krainie Zrzęd – Królowa śmieci
- 2000: Cygańska ballerina – Żona Józefa
- 2000: Pełzaki w Paryżu – Tommy
- 2000: Projekt Merkury – Sarah Miller
- 2000: Wielkanocna przygoda –
  - Piotrek,
  - kosmitka VCR,
  - śpiewająca króliczka
- 2001: Irlandzkie szczęście – Alexis Lopez
- 2002: Możemy wygrać – Daisy Salinas
- 2002: Zostać koszykarką
- 2003: Konkurs kulinarny – Bridget Simons
- 2003: Wielka przygoda prosiaczka Wilbura: Sieć Charlotty 2
- 2004: Pamiętnik księżniczki 2: Królewskie zaręczyny
- 2004: Wirtualny ideał – Loretta Modern
- 2005: Chłopięca przyjaźń – prezenterka radiowa
- 2006: Bob Budowniczy na Dzikim Zachodzie – Marta
- 2006: High School Musical – Martha Cox
- 2006: Kacper: Szkoła postrachu – Mickey (wersja DVD)
- 2006: Mój brat niedźwiedź 2
- 2006: Pamiętniki Barbie – Dawn
- 2007: Alvin i wiewiórki
- 2007: Arka Noego – Bruma
- 2007: Barbie i magia tęczy – Migotka
- 2007: Barbie jako księżniczka wyspy – Siostra #1
- 2007: Betsy Balonówna. Podróż przez Yummi-Land –
  - Cara Karmel,
  - Roslyn Różyczka,
  - Mindy Miętowy Wiórek
- 2007: High School Musical 2 – Martha Cox
- 2007: Klub Winx – Tajemnica Zaginionego Królestwa − Musa
- 2007: Pradawny ląd: Mądrość przyjaciół
- 2007: Rycerz Binu – królewna (smoczyca) #2
- 2007: Wielkie, złe święta – świnka #2
- 2007: Wojownicze Żółwie Ninja – Jedna z generałów
- 2007: Wskakuj! – Keisha Ray
- 2008: Barbie przedstawia Calineczkę – Chrysella
- 2008: Barbie w Wigilijnej Opowieści – Młoda Katherine
- 2008: Doraemon: Zielona planeta – Roku
- 2008: High School Musical 3: Ostatnia klasa − Martha Cox
- 2008: Madagaskar 2
- 2008: Mała syrenka: Dzieciństwo Ariel – Aquata
- 2008: Opowieści na dobranoc
- 2008: Pokémon: Giratina i Strażnik Nieba – Shun
- 2008: Piorun
- 2008: Viva High School Musical Argentyna – Valeria
- 2009: Barbie i trzy muszkieterki – Aramina
- 2009: Barbie przedstawia Calineczkę – Chrysella
- 2009: Fantastyczny Pan Lis
- 2009: My Little Pony: Gwiazdka spełnionych życzeń – Cheerilee (pierwsza wersja)
- 2009: Odlotowe agentki – Mandy
- 2009: O, kurczę! – Angela Morrissey
- 2009: Podniebny pościg – Dziennikarka śledcza
- 2009: Program ochrony Księżniczek – Chelsea
- 2009: Strażak Sam i wielki pożar w Pontypandy –
  - Helen Flood,
  - James
- 2010: Barbie w świecie mody – Glimmer
- 2010: Harriet szpieguje: Wojna blogów – Marion Hawthorne
- 2010: Marmaduke
- 2010: Tom i Jerry i Sherlock Holmes – Red
- 2010: Winx Club: Magiczna przygoda − Musa
- 2011: Aniołki i spółka: Zielona szkoła – Łakotka
- 2011: Barbie: Akademia Księżniczek – Isla
- 2011: Boska przygoda Sharpay
- 2011: Scooby Doo: Pogromcy wampirów – Kelly Smith
- 2011: Zhu Zhu Pets: Wielka przygoda chomików
- 2012: Barbie i podwodna tajemnica 2 – Kattrin
- 2012: Kot Prot Gwiazdkę urządzi w lot – słonica Ewunia
- 2012: Kumple z dżungli – kierunek biegun – Batricia
- 2012: Tom i Jerry: Robin Hood i jego Księżna Mysz – Marion
- 2012: Wyśpiewać marzenia
- 2013: Bella Sara: Opowieść o magicznej krainie koni – Deru
- 2013: My Little Pony: Equestria Girls –
  - Księżniczka Cadance,
  - Cheerilee,
  - różne role
- 2013: Ratujmy Mikołaja! – Truskawka
- 2013: Smerfy 2
- 2013: Tom i Jerry: Magiczna fasola – Ruda Wróżka
- 2014: Dzwoneczek i bestia z Nibylandii
- 2014: Ferie zimowe Kacpra i Emmy – Kokos
- 2014: Koko smoko
- 2014: Pszczółka Maja. Film
- 2014: Winx Club: Tajemnica morskich głębin − Tecna
- 2015: My Little Pony: Equestria Girls - Igrzyska Przyjaźni –
  - Dziekan Cadance,
  - „Blueberry Cake”
- 2015: Niesamowity świat April – April
- 2015: Obrót życia – prawdziwa Ariana Berlin
- 2016: DC Super Hero Girls: Bohater roku – Harley Quinn
- 2016: DC Super Hero Girls: Super Hero High – Harley Quinn
- 2016: Matka i córka: Droga do marzeń –
  - stewardesa,
  - kelnerka
- 2016: Norman Television
- 2016: Sekretne życie zwierzaków domowych – Kate
- 2016: Strażak Sam i bohaterowie burzy –
  - Helen Flood,
  - James
- 2018: Spider-Man Uniwersum – Rio Morales
- 2018: Mirai – Kun
- 2019: Sekretne życie zwierzaków domowych 2 – Katie
- 2019: Klara Muu – Klara
- 2019: Kraina Lodu 2 – Elsa (śpiew)
- 2019: Steven Universe The Movie – Perła
- 2020: Wyprawa na księżyc – Chang'e
- 2020: "Wróżka potrzebna od zaraz" - Eleonora
- 2020: "SpongeBob Film: Na ratunek" - Otto
- 2021: "Rodzinka Rządzi" - Carol
- 2022: "Batman"

Seriale
- 1960: Flintstonowie – Kryptella Szkaradna (trzecia wersja)
- 1965–1994: Ach ten... Snoopy (druga wersja dubbingu; odc. 25)
- 1982: Listonosz Pat – Katy (serie V-VI)
- 1986–1987: Mój mały kucyk – Księżniczka (druga wersja)
- 1987–1990: Kacze opowieści –
  - Śpiewająca harfa (druga wersja dubbingu; odc. 44),
  - Harpia Anastazja (druga wersja dubbingu; odc. 46)
- 1988–1994: Garfield i przyjaciele – Nermal
- 1988–1993: Hrabia Kaczula – Dziewczyna z fanklubu Niani (druga wersja; odc. 61)
- 1989–1992: Karmelowy obóz – Ruby
- 1991–2004: Pełzaki (druga wersja)
- 1992–1994: Mała Syrenka – Ariel (druga wersja dubbingu)
- 1995–2001: Mały Miś –
  - Jedna z wydr (odc. 44b, 45a),
  - Mały Szop (odc. 63b)
- 1997–2009: Bibi Blocksberg – Margie Thunderstorm (odc. 23)
- 1997–2001: Teletubisie
- 1998: Dziesięcioro przykazań – opowieści dla dzieci
- 1998–2001: Kotopies (druga wersja dubbingu)
- 1998−2000: Tęczowe rybki –
  - jeden z kumpli Daniela (odc. 13a),
  - Igraszka (odc. 14a),
  - Angela (odc. 15b),
  - jeden z uczniów chwalących Błękitka (odc. 16a)
- 1999: Zwariowane melodie
- 1999: Bob Budowniczy – Czerpak
- 1999–2002: Smyki – Fizz
- 1999: SpongeBob Kanciastoporty
- 1999–2001: Wodnikowe Wzgórze –
  - papuga #1 (odc. 12),
  - Ruda (wiewiórka) (odc. 25),
  - Jona (jeż) (odc. 34, 37),
  - łasica (odc. 38)
- 2000−2002: Pupilek
- 2001–2007: Ach, ten Andy! –
  - Betty (odc. 72),
  - żona burmistrza Rotha (odc. 73)
- 2001–2003: Clifford
- 2001: Doktor Melchior Wyderko
- 2001: Ekstremalne kaczory – Ariel
- 2001–2004: Krówka Mu Mu (wersja TVP)
- 2001: Nowe przygody Madeline
- 2001−2008, 2013: Odlotowe agentki – Mandy (seria VI)
- 2001: Przygody Timmy’ego – Weronika
- 2001–2007: Rodzina Rabatków − Bławatek
- 2001–2002: Roztańczona Angelina – Alicja
- 2002−2010: Baśnie i bajki polskie –
  - Zosia (odc. 15),
  - Chłopiec (odc. 15),
  - Gospodyni (odc. 15),
  - Dziewczyna (odc. 15),
  - Królowa utopców (odc. 17),
  - Utopcze niemowlę (odc. 17),
  - Utopczyca (odc. 17)
- 2002: Beyblade V-Force
- 2002–2004: Fillmore na tropie – Tina (odc. 14)
- 2002–2008: Gwiazdka Laury
- 2002–2007: Kim Kolwiek
- 2003–2004: Bracia Koala – Mysia
- 2003–2005: Kaczor Dodgers –
  - Ellomold, czarodziejka z królestwa wróżek (odc. 22a),
  - dziewczynka #2 (odc. 23b),
  - jedna z hawajskich kosmitek (odc. 24a),
  - Antena (odc. 25-26)
- 2003: Kot Crawford – Harrieta (odc. 5-7, 9-11, 13)
- 2003–2007: JoJo z cyrku – Trina Nalini
- 2003: Legenda Nezha
- 2003: Robociki – Kulka #2
- 2003: Szczenięce lata Clifforda − Narcysia
- 2003–2008: Truskawkowe Ciastko − Pomarańczka (wersja TVP)
- 2003–2007: Z życia nastoletniego robota
- 2004: Klub Winx –
  - Chimera (serie 1-3),
  - Digit (serie 1-3),
  - Tecna (odcinki specjalne, druga wersja dubbingu serii 3, serie 5-7)
- 2004: Pani Pająkowa i jej przyjaciele ze Słonecznej Doliny
- 2004–2006: Super Robot Monkey Team Hyperforce Go! – Nova
- 2005–2007: A.T.O.M. Alpha Teens On Machines –
  - Michelle Moreno (odc. 24, 46, 49),
  - Liza (odc. 25, 40),
  - Magnes (odc. 26, 37, 47),
  - Rachel Logan (odc. 30, 39),
  - brat Carlosa (odc. 31),
  - dziewczyna sprzedająca losy na loterię (odc. 37),
  - Madison (odc. 38),
  - Firekat (odc. 39),
  - Nicole (odc. 46),
  - pani Ross (odc. 52)
- 2005–2008: Ben 10 – Studentka Akademii Bancroft (odc. 25)
- 2005: B-Daman – Assadol
- 2005: Doraemon – Mama Sunetarō (odc. 2b)
- 2005: Fifi – Makusia
- 2005–2008: Johnny Test –
  - głos komputera (odc. 75a),
  - Dutchy (odc. 78b)
- 2005–2008: Nie ma to jak hotel –
  - Mary (odc. 23),
  - Daina (odc. 81)
- 2005–2008: Robotboy – Robotboy
- 2005–2007: Podwójne życie Jagody Lee – Rachel Irwin
- 2005: Spadkobiercy Tytanów − Arachne (odc. 14)
- 2006: Całkiem nowe przygody Toma i Jerry’ego –
  - panna Kształtna (odc. 19b),
  - kangurzyca (odc. 25b),
  - kobieta w białym fartuchu (odc. 26a)
- 2006–2008: Dolina Koni  –
  - Molly Washington (wersja TV),
  - Calypso (wersja TV),
  - Zoey Stilton (wersja DVD),
  - Caby (odc. 30, 33)
- 2006: Friday Wear – Sandra
- 2006: Galactik Football –
  - Zoelin,
  - Tia (odc. 33-78),
  - Dame Simbai (odc. 33-78)
- 2006: Hannah Montana –
  - Sarah (odc. 15, 17, 21, 24, 27-28, 40, 42, 64, 92),
  - Carmen (odc. 22),
  - Henrietta Laverne (odc. 25),
  - Natasha (odc. 37),
  - Stephanie (odc. 41)
- 2006: Kapitan Flamingo  –
  - Ruth-Ann (odc. 27-52),
  - Owen (odc. 27-52)
- 2006–2007: Lola i Virginia
- 2006: Ōban Star Racers –
  - Eva (Molly),
  - Ning (odc. 14, 16, 20, 23-24),
  - Opiekunka małej Evy (odc. 18)
- 2006: Pokémon: Diament i Perła –
  - Marian – komentator pokazów w Sinnoh,
  - Trenerka Altarii (odc. 10),
  - Melodi (odc. 20),
  - Oralie (odc. 21),
  - Forsycja (odc. 25),
  - Trenerka Scythera (odc. 49)
- 2006: Power Rangers: Mistyczna moc – Vida / Różowy Mistyczny Ranger
- 2006: Rozgadana farma – Sabrina
- 2006: Supercyfry –
  - Agent 73 (odc. 12, 16),
  - Agent 100 (odc. 13, 16, 18, 22-23)
- 2006: Szczypta magii – Jojo
- 2006: Team Galaxy − kosmiczne przygody galaktycznej drużyny – Felina
- 2006: Wspaniałe zwierzaki
- 2006–2009: Wymiennicy –
  - Pielęgniarka #1 (odc. 22),
  - Dziewczyna (odc. 24),
  - Motocyklistka (odc. 24),
  - Snobka #1 (odc. 24),
  - Wendy (odc. 24),
  - Kosmitki (odc. 25),
  - Christie (odc. 26),
  - Dziewczyna #2 (odc. 27)
- 2007: Chop Socky Chooks: Kung Fu Kurczaki
- 2007: Czarodzieje z Waverly Place –
  - Gigi (odc. 2, 9, 24),
  - Nelie (odc. 17),
  - Dziewczyna Kena (odc. 19),
  - Kobieta Kot (odc. 19),
  - Eve (odc. 21),
  - Stevie (odc. 60-63)
- 2007: H2O – wystarczy kropla −
  - Emma Gilbert,
  - Młoda Gracie (odc. 23)
- 2007: Magi-Nation −
  - Swip (odc. 14),
  - Sikan
- 2007: Mania – Pusia
- 2007: Nastologia – Shazzer
- 2007: Fisia i Benio prezentują
- 2007: Pokémon: Wymiar walki –
  - Marian,
  - Trenerka Parasecta (odc. 4),
  - Sierżant Jenny (odc. 7),
  - Pomocnica Saturna (odc. 8),
  - Summer (odc. 10),
  - Cocoa (odc. 34)
- 2007: Power Rangers: Operacja Overdrive −
  - Tori Hanson (odc. 20-21),
  - Kira Ford (odc. 20-21),
  - Vella
- 2007–2008: Pradawny ląd – Chapuś
- 2007–2008: Will i Dewitt – Will
- 2007–2008: Wyspa totalnej porażki – Katie
- 2007: Zagroda według Otisa
- 2008: Agent specjalny Oso – Centrala
- 2008: Bakugan: Młodzi wojownicy –
  - Runo Misaki,
  - Maron (odc. 81)
- 2008: Batman: Odważni i bezwzględni –
  - Black Canary (odc. 16, 25, 43),
  - Ogień (odc. 50, 54, 58),
  - Georgette Taylor (odc. 56),
  - Ruby Ryder (odc. 61),
  - Fiona (odc. 64)
- 2008: Była sobie Ziemia –
  - prezenterka wiadomości lokalnych (odc. 1),
  - Debbie Gibbons (odc. 2, 17),
  - Lin (odc. 19)
- 2008: Gormiti –
  - Gina (odc. 4, 6, 13, 21),
  - Dziennikarka w telewizji (odc. 12)
- 2008: Inazuma 11 – Nelly Raimon
- 2008: Księżniczka z krainy słoni – Azuza (odc. 6)
- 2008: My Little Pony: Poznajcie kucyki – Cheerilee
- 2008: Pingwiny z Madagaskaru –
  - Francis (odc. 55),
  - Doris (odc. 79)
- 2008: Pokémon: Galaktyczne bitwy –
  - Marian,
  - Ursula (odc. 10)
  - Marilyn (odc. 20)
- 2008: Stacyjkowo
- 2008: Stich!
- 2008: Strażak Sam (serial animowany 2008) –
  - Helen Flood,
  - James
- 2008: Suite Life: Nie ma to jak statek −
  - Padma (odc. 1),
  - Piper (odc. 3),
  - Addison (odc. 6)
- 2008: True Jackson – Nina (odc. 57)
- 2009: Aniołki i spółka – Misza – Diabeł Stróż
- 2009: Codzienne przypadki wesołej gromadki
- 2009: Dinopociąg – Penelopa Protoceratops (odc. 47a)
- 2009: Huntik: Łowcy tajemnic – Sophie Casterwill
- 2009: Ja w kapeli
- 2009: Pokémon: Gwiazdy Ligi Sinnoh –
  - Marian (odc. 4-7, 10, 14, 17-20)
  - Ursula (odc. 4-5, 17-18)
- 2009–2011: Jake i Blake – Annie
- 2009–2010: Jonas
- 2009: Liga Złośliwców
- 2009: Noddy w Krainie Zabawek – Tessie
- 2009–2010: Plan Totalnej Porażki -
  - Katie,
  - Lindsay (odc. 11-17)
- 2009: Power Rangers RPM –
  - matka z dzieckiem (odc. 7),
  - przyjaciółka Summer (odc. 8-9),
  - policjantka (odc. 10),
  - jedna z członkiń Alfabetycznej Zupy (odc. 11),
  - Vasquez (odc. 22)
- 2009: Przystanek dżungla
- 2009: Sally Bollywood –
  - Swietłana (odc. 5a, 29b, 36a),
  - Bella (odc. 30b),
  - Matias (odc. 31a),
  - Kevina (odc. 32a, 42b, 44a, 47ab, 52a),
  - Alice (odc. 36b),
  - Kate (odc. 40a),
  - Edna (odc. 41b),
  - David (odc. 45b),
  - Melody M. (odc. 48a),
  - Nirmala (odc. 50b)
- 2009: Tara Duncan – Madnej (odc. 1, 10)
- 2010: Big Time Rush –
  - księżniczka Svetlana (odc. 40),
  - Muriel (odc. 42),
  - Lucy (odc. 43, 47, 49, 51, 53, 55-56, 61, 63-65, 67–68, 73-74)
- 2010–2013: Chuck i przyjaciele – Boomer
- 2010: Drużyna bejbisiów
- 2010–2011, 2014: Kotka Pusia – Kotka Pusia
- 2010: Kick Strach się bać
- 2010: Księga dżungli
- 2010: Kumple z dżungli – Batricia
- 2010: Leci królik
- 2010–2011: Lego: Fabryka bohaterów
- 2010–2013: Liga Młodych – Marsjanka / M’gann „Megan” M’orzz
- 2010: Mike i Molly – Victoria Flynn
- 2010: Mój kumpel anioł –
  - Linda (odc. 3),
  - Courtney (odc. 6),
  - Lou (odc. 10),
  - Sarah (odc. 44)
- 2010: Mr Young –
  - Brap (odc. 37),
  - panna Słomkinson (odc. 54),
  - Patsy Pickles (odc. 56),
  - Lucy (odc. 61),
  - reporterka (odc. 63)
- 2010: Oktonauci –
  - niesporczak Leoś (odc. 74),
  - ryba (odc. 76),
  - mała rybka (odc. 86),
  - rekin młot #2 (odc. 91)
- 2010: Para królów
- 2010: Pokémon: Czerń i biel −
  - Billy Jo (odc. 35-36 serii XVI),
  - chłopiec, który wybrał Duckletta do bitwy (odc. 14 serii XVII)
- 2010: Pound Puppies: Psia paczka –
  - Pracowniczka salonu piękności (odc. 28),
  - Patches (odc. 33-34, 37-39, 42, 45, 47, 50, 65),
  - gwary
- 2010: Powodzenia, Charlie! –
  - Nina/Tina (odc. 24),
  - Dolly (odc. 26),
  - Kelsey (odc. 83, 94)
- 2010–2012: Scooby Doo i Brygada Detektywów – Cień (odc. 7)
- 2010: Tempo Express –
  - Jin-lian (odc. 21),
  - Marie (odc. 22)
- 2010: Totalna Porażka w Trasie – Katie
- 2010–2013: Transformers Prime – Sierra (odc. 11)
- 2010: Umizoomi – Syrenka (odc. 32)
- 2011–2016: Austin i Ally –
  - Country Kociak (odc. 33),
  - europejska modelka (odc. 39)
- 2011: Bąbelkowy świat gupików –
  - Krab grający na perkusji (odc. 5),
  - Mama Aviego (odc. 6),
  - jedna z małych złotych rybek (odc. 9),
  - Gill (odc. 67-80)
- 2011: Groove High –
  - Coco,
  - dyrektor Iris Berence
- 2011: Jake i piraci z Nibylandii – królowa Koralia (odc. 53, 78a, 80b, 84b, 99-100)
- 2011: Jessie –
  - Victoria „Vic” Montesano (odc. 51),
  - Darla Shannon (odc. 53-54, 82)
- 2011: Kumple z dżungli – na ratunek – Batricia
- 2011: Maleńcy – Brzdąc
- 2011: Miś Muki –
  - papuzice duże (odc. 29),
  - Lin-hu (odc. 41, 45)
- 2011: My Little Pony: Przyjaźń to magia –
  - Księżniczka Cadance,
  - Silver Spoon (odc. 12, 32, 56, 70, 80, 95, 110),
  - Pumpkin Cake (odc. 38),
  - Dzielna Do (odc. 42, 69, 131),
  - Cheerilee (odc. 85),
  - Kolekcjonerka rzeczy związanych z Dzielną Do (odc. 83),
  - różne role (odc. 66-78)
- 2011: Na tropie króla lasu –
  - Bryan,
  - Aneta,
  - jeden z pomidorów (odc. 26)
- 2011: ThunderCats – Cheetara
- 2011: Wielkie zawody w Przystani Elfów
- 2011: Z kopyta – Misty Paul (odc. 16)
- 2012–2015: Henio Tulistworek – Lilka
- 2012: Kaijudo - Mistrzowie pojedynków – Portia (odc. 14)
- 2012: Klinika dla pluszaków – Cymbasia (odc. 4b)
- 2012: Lato w mieście –
  - Anna (odc. 25, 30),
  - Shira Kahana (odc. 32, 34-35, 37-45, 47-48, 50)
- 2012: Lego Friends – Sophie
- 2012: Musical Elma –
  - Królowa (odc. 2),
  - Krowa #1 (odc. 7),
  - Dwójka (odc. 9),
  - Ptasia mama (odc. 13),
  - Pomidor (odc. 14)
- 2012: Ranczo Leny – Lena (odc. 1-26)
- 2012: Randy Cunningham: nastoletni ninja – Heidi Weinerman\
- 2012: Robot i potwór – J.D.
- 2012: Super zdrowe potwory – Pilar (odc. 14)
- 2012: Troskliwe Misie: Witamy w Krainie Troskliwości – Zgodna Misia
- 2012: Wolfblood – panna Fitzgerald (odc. 3, 5, 7, 15, 18, 20, 25-26)
- 2013: Alisa i kosmiczna klasa –
  - Masza,
  - pani minister Kantyleny (odc. 8),
  - głos w pomieszczeniu z katapultą (odc. 17),
  - Komurbi (odc. 18),
  - zawodniczka z przeciwnej drużyny (odc. 23)
- 2013: Astro-małpy
- 2013: Chica Vampiro. Nastoletnia wampirzyca – Lynette De La Torre
- 2013: Grzmotomocni – Veronica (odc. 18)
- 2013: Jej Wysokość Zosia –
  - Elektra,
  - Księżniczka Ewa (odc. 42-43),
  - Grażynka,
  - tłum
- 2013: Młodzi Tytani: Akcja! –
  - Kometa (odc. 27a),
  - głos z głośnika zbroi (odc. 27b)
- 2013–2014: Power Rangers Megaforce
- 2013: Przygody słoniczki Elli – Metalowa Alice (odc. 15-17, 19-20)
- 2013: Psi patrol –
  - Everest (odc. 32, 34a, 37b, 41b, 46b, 48b, 49a, 50ab, 63a, 65a, 68a, 69ab, 72ab),
  - Juliusz (odc. 42a)
- 2013: Rick i Morty –
  - Straszna Melissa (odc. 2),
  - Animatroniczne kukiełki w jelicie (odc. 3),
  - Głos z głośnika (odc. 3),
  - Koleżanka Jessiki (odc. 6),
  - Mar-Sza (odc. 7),
  - Tammy Gueterman (odc. 11, 16, 21),
  - Weterynarz (odc. 12),
  - mały Roy (odc. 13),
  - żona Roya (odc. 13),
  - Dzwonek (odc. 15),
  - Statek Ricka (odc. 17, 21)
- 2013: Sanjay i Craig
- 2013: Steven Universe – Perła
- 2013: The Avatars – Izabel (odc. 11)
- 2013–2014: Totalna Porażka: Plejada gwiazd – Ella
- 2013: Tupcio Chrupcio – Borys (odc. 3, 5, 7-10, 12-16, 18, 20, 24, 26-29, 34-35, 37-39, 41-42, 45, 47, 49, 51)
- 2013: Turbo Fast – Jennie Shelstein (odc. 7a, 44a)
- 2013: Wujcio Dobra Rada –
  - Jackie (odc. 32),
  - Mieszkanka wyspy (odc. 33),
  - Dziewczyna na skuterze (odc. 33),
  - Fioletowa torba (odc. 37),
  - Emilka (odc. 65),
  - Kelnerka (odc. 66),
  - Blondwłosa kobieta (odc. 70)
- 2013: Zack i Kwak
- 2013: Zakątek pomysłów – pani Igiełka
- 2014: Ciasteczkowe filmy
- 2014: Dora i przyjaciele − Marlena
- 2014: Dziewczyna poznaje świat –
  - Harper Burgess (odc. 33),
  - Yindra (odc. 35),
  - pani Oben (odc. 38),
  - Sarah (odc. 40)
- 2014: Fangbone! – Melodika (odc. 4)
- 2014: Lolirock
- 2014: Małe czarodziejki
- 2014: Max i Shred –
  - mama Kevina (odc. 3),
  - reporterka Rebecca (odc. 7)
- 2014: Peg + Kot – Viv
- 2014: Petz Klub – Nina
- 2014: Trojaczki –
  - pani Bochenek (odc. 3, 9, 19, 21-23, 31, 34, 46, 48, 65),
  - właścicielka psa (odc. 64)
- 2015: Czworo i pół przyjaciela –
  - Nicola (odc. 1, 6-7),
  - pani Manchini (odc. 3),
  - hrabina (odc. 4),
  - pracowniczka banku (odc. 5),
  - pies #4 (Dana) (odc. 15),
  - panna Brise (odc. 16),
  - panna Spungle (odc. 19),
  - Nino (odc. 20)
- 2015: DC Super Hero Girls – Harley Quinn
- 2015: Dinotrux – Skya
- 2015: Henio Dzióbek – Krycha (odc. 30a)
- 2015: Koko smoko – Koko Smoko
- 2015: Między nami, misiami – Samantha (odc. 35)
- 2015: Miraculum: Biedronka i Czarny Kot – mama Marinette (odc. 2, 11, 16, 19, 20, 23, 25-26)
- 2015: Popelki – Bezia
- 2015: Shimmer i Shine – Strażniczka Klejnotu (odc. 24a)
- 2015: The Returned – Sara
- 2015: Transformers: Robots in Disguise – przewodnik (odc. 24)
- 2015: Troskliwe Misie i kuzyni – Zgodna Misia
- 2015: Złotowłosa i Miś –
  - Miś,
  - Mama Miś
- 2016: Elena z Avaloru – Orizaba (odc. 10)
- 2017: Garderoba Julie

Gry
- 2009: League of Legends –
  - Amumu,
  - Miss Fortune,
  - Tristana (stary głos)
- 2012: Winx Club: Pierwsza randka – Musa

Słuchowiska
- 2009: Mała syrenka – Syrena III
- 2013: Beniowski. Fragmenty poematu – chór
- 2020: "Spiderman. Miles Morales" - Rio Morales
- 2020: "Cyberpunk 2077" - Blue Moon

Programy
- 2012: Księżniczki Disneya: Królewska ceremonia

Koncerty
- 2009: Miley Cyrus: Na żywo w Berlinie

Wykonanie piosenek
Filmy
- 1978: Lucky Luke – Ballada o Daltonach
- 1980: Lis i pies
- 1986: Mój mały kucyk
- 1993: Yabba Dabba Do! (druga wersja dubbingu)
- 1998: Życzenie wigilijne Richiego Richa
- 2002: Kopciuszek II: Spełnione marzenia („Bibbidi Bobbidi Bu II”)
- 2002: Księżniczka na ziarnku grochu
- 2002: Piotruś Pan: Wielki powrót („Jedna z dwóch jasnych gwiazd”, Dziś wiem”)
- 2003: Księga dżungli 2 („Dzicy… jak my”)
- 2003: Mój brat niedźwiedź
- 2004: 7 krasnoludków − historia prawdziwa
- 2004: Clifford: Wielka przygoda
- 2004: Pamiętnik księżniczki 2: Królewskie zaręczyny
- 2006: Bob Budowniczy na Dzikim Zachodzie
- 2006: Krowy na wypasie (wersja Canal+)
- 2006: Magiczna kostka
- 2006: Stefan Malutki
- 2007: Klub Winx – Tajemnica Zaginionego Królestwa
- 2007: Kopciuszek III: Co by było gdyby... („Doskonałość”, Motyw Anastazji”)
- 2007: Zaczarowana
- 2008: Dzwoneczek
- 2008: Mysi agenci
- 2008: Scooby Doo i król goblinów
- 2009: Ciekawski George: Małpiszon i Gwiazdka
- 2009: Pokémon: Arceus i Klejnot Życia
- 2010: Kochaj Ziemię
- 2010: Kocurro
- 2010: Scooby Doo: Abrakadabra-Doo
- 2011: Scooby Doo: Pogromcy wampirów
- 2013: Kacper i Emma - najlepsi przyjaciele
- 2013: Kraina lodu („Pierwszy raz jak sięga pamięć”, Mam tę moc”, Pierwszy raz jak sięga pamięć (Repryza)”)
- 2013: My Little Pony: Equestria Girls
- 2013: Ratujmy Mikołaja!
- 2014: Ferie zimowe Kacpra i Emmy
- 2014: Magiczne święta Kacpra i Emmy
- 2015: Gorączka lodu („Dzień jak ze snu”)
- 2015: Monster High: Boo York, Boo York – Nefera
- 2017: Piękna i Bestia („Bella”, „Gaston”, „Gościem bądź”, „Piękna i Bestia (repryza)”)
- 2018: Barbie Dreamhouse Adventures  Niektóre piosenki Barbie (Piosenka z czołówki „Możesz być jaka chcesz”, „Uwierz i hop”)
- 2019: Kraina lodu II (w piosenkach głos Królowej Elsy)
- 2022: "Rozczarowana" piosenki Nancy

Seriale
- 1984: Tomek i przyjaciele (od serii VIII wzwyż)
- 1987: Było sobie życie
- 1987–1990: Kacze opowieści (druga wersja dubbingu; odc. 68)
- 1988–1994: Garfield i przyjaciele
- 1988–2005: Nowy Testament (odc. 4, 6, 11, 14)
- 1989–1992: Karmelowy obóz (odc. 34)
- 1990: Filiputki
- 1991: Przygody Syrenki
- 1991: Bola i Mada
- 1992–1994: Mała Syrenka (druga wersja dubbingu; odc. 3, 6, 9, 15, 20)
- 1992: Shin-chan
- 1993−1994: Hello Kitty
- 1994: Byli sobie wynalazcy (druga wersja dubbingu)
- 1995–2000: Sylwester i Tweety na tropie (wersja Boomeranga)
- 1997–2009: Bibi Blocksberg (druga wersja dubbingu)
- 1997: Byli sobie odkrywcy (druga wersja dubbingu)
- 1998–2004: Atomówki (odc. 59)
- 1999–2004: Mały Bill (odc. 2)
- 1999: Miasteczko South Park (odc. 220)
- 2000–2006: Hamtaro − wielkie przygody małych chomików
- 2000: Przygody szewczyka Grzesia
- 2000–2006: Słowami Ginger
- 2000: Sztruksik
- 2001: Marco i Gina
- 2002–2007: Kim Kolwiek
- 2002: Maks i Ruby (odc. 2b)
- 2003–2004: Bracia Koala (piosenka końcowa)
- 2003: Dzieci pani Pająkowej ze Słonecznej Doliny
- 2003–2008: Truskawkowe Ciastko (wersja TVP)
- 2004–2009: Dom dla Zmyślonych Przyjaciół pani Foster (odc. 67)
- 2004: Klub Winx
- 2004–2007: Nieidealna
- 2004–2006: Super Robot Monkey Team Hyperforce Go!
- 2005–2007: Amerykański smok Jake Long (odc. 17)
- 2005–2008: Ben 10
- 2005: Dzieci pani Pająkowej ze Słonecznej Doliny
- 2005: Kraina Elfów
- 2005: Noddy
- 2005: Pani Pająkowa i jej przyjaciele ze Słonecznej Doliny
- 2005: Przygoda Noddy’ego na wyspie
- 2005–2007: Trollz
- 2006: H2O − wystarczy kropla
- 2006–2016: Klub przyjaciół Myszki Miki
- 2006: Supercyfry
- 2006–2009: Wymiennicy
- 2007: Fineasz i Ferb
- 2007–2008, 2014: Happy Monster Band
- 2007−2010: Moi przyjaciele – Tygrys i Kubuś
- 2007: Sushi Pack
- 2007−2010: Tropiciele zagadek
- 2008: Agent specjalny Oso
- 2008–2009: Mighty B
- 2008: Wakfu
- 2009: Fanboy i Chum Chum (odc. 33)
- 2009: Liga Złośliwców
- 2010: PopPixie
- 2010: Zwyczajny serial (odc. 133-134)
- 2011–2013: Looney Tunes Show (odc. 2)
- 2011: My Little Pony: Przyjaźń to magia (piosenka tytułowa, odc. 51, 73, 79, 90, 110)
- 2011: Rycerz Mike
- 2012–2014: Ben 10: Omniverse (odc. 41-48, 52-54)
- 2012: Littlest Pet Shop (piosenka tytułowa w seriach II-IV)
- 2012: Tajemnicze Złote Miasta
- 2012: Troskliwe Misie: Witamy w Krainie Troskliwości
- 2013: Czarownica Emma
- 2013: Rick i Morty (odc. 15)
- 2013: Steven Universe (piosenka tytułowa, odc. 16, 59, 87, S1)
- 2014: Inspektor Gadżet
- 2014: Małe czarodziejki
- 2015: Szkoła Czarownic
- 2017: Big Mouth – Missy
- 2019: Ernest i Rebeka – Rebeka
- 2021: "Świat Centaurów – Wammawink
- 2022: "Czaraodziejska Cukiernia Alicji" - Pani Róża

Słuchowiska
- 2012: Boży bojownicy